# Magia

Pentagram – jeden z symboli stosowanych w magii

Magia, czary – ogół wierzeń i praktyk opartych na przekonaniu o istnieniu sił nadprzyrodzonych, które można opanować za pomocą odpowiednich zaklęć i określonych czynności.
Osoba zajmująca się magią (mag, czarownik, szaman) stosuje różnorakie gesty, wypowiada zaklęcia (inkantacje) i wykonuje czynności o cechach rytuału mające dać mu władzę nad siłami nadprzyrodzonymi, i które w jego przekonaniu umożliwiają mu kształtowanie rzeczywistości.
Brak możliwości stwierdzenia powiązania między zastosowanym środkiem a ewentualnym efektem powoduje, że skuteczność działań magicznych i istnienie postulowanych przez nią sił nadprzyrodzonych pozostają w sferze wiary.

## Etymologia
Słowo „magia” pochodzi od Magów (staroperskie maguš, gr. μάγος), astrologów-kapłanów zoroastryzmu z ludu Medów i jest pokrewne polskiemu „moc”, „mocarz”, greckiemu μάγος (magos), μαγικός (magikos, łac. magicus) typowo występujący w rodzaju żeńskim, na przykład w zwrocie μαγική τέχνη (magike techne, łac. ars magica, „sztuka magii”). Angielskie magic weszło w użytek pod koniec XIV wieku jako zapożyczenie ze starofrancuskiego magique.

## Biała a czarna magia

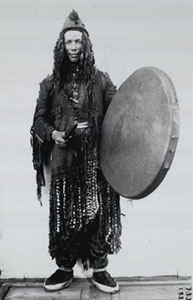
Jukagirski szaman

Istnieje wiele rozbieżności w pojmowaniu różnicy pomiędzy białą a czarną magią. Większość współczesnych magów, szczególnie należących do zachodniego kręgu kulturowego, żadnemu rodzajowi magii nie przypisuje kolorów, twierdząc, że magia jest tylko narzędziem, a sposób jej wykorzystania zależy tylko od woli maga (to mag może być „czarny” lub „biały”, a nie jego narzędzie). Z drugiej strony na przykład na Syberii funkcjonuje ścisły podział pomiędzy „białych” a „czarnych” szamanów, który generalnie jest całkowicie zdeterminowany przez ich pochodzenie. O ile jednak w części średniowiecznej Europy podział ten był ścisły o tyle w innych jej częściach nie był on aż tak wyraźny. Ówczesny aspekt magii pojmowany np. jako sięganie do sił demonicznych (które pierwotnie w wierzeniach np. Greków lub Słowian miały charakter ambiwalentny) lub boskich, również wskazuje na różne podejście w kwestii jej klasyfikacji. Tym samym reprezentowanemu przez część współczesnych czarowników, magów lub szamanów braku rozróżniania rodzajów magii, nie można przypisać wyłącznie charakterowi współczesnej kultury zachodniej (ideom indywidualnej wolności, liberalizmu, demokracji).
W kulturze popularnej biała magia to zwykle magia, która wykorzystywana jest do dobrych celów i dobrymi sposobami, zaś czarna magia służy złu, wykorzystywana jest do niecnych zamiarów i zwykle wiąże się z wykonywaniem jej na mroczne sposoby. Podobnie podejście stosowane jest w religii Wicca, gdzie magia rozróżniana jest na białą i czarną według zasady „Czyń to, co chcesz, pod warunkiem, że Twoje czyny nie skrzywdzą nikogo” – czyny nie sprawiające nikomu krzywdy kwalifikują się tu jako magia biała, zaś ta wyrządzająca krzywdę to magia czarna. Według Alistera Crowleya magia biała to wszelkie działania maga wykonywane w zgodzie z jego Wolą (co nie jest równoznaczne robieniu co się chce, patrz: Thelema). Wszystkie inne działania magiczne sprzeciwiające się Woli uznawane były przez niego za magię czarną. Choć Crowley był orędownikiem (wszak jego własnej) filozofii Woli, w związku z czym nie powinien korzystać z magii innej niż biała, w swoim domu w Szkocji posiadał dwa oddzielne pomieszczania do magii białej i czarnej, którą również się posługiwał. Ze względu na nie zawsze dokładne granice wyznaczone przez te pojęcia, pojawiło się także pojęcie szarej magii, oznaczającej magię balansującą na granicy tych dwóch.

## Modele funkcjonowania magii
Pojęcie magii towarzyszy ludzkości od początków dziejów. Różne ludy usiłowały w różny sposób wyjaśnić zjawiska zachodzące w otaczającym je świecie i następnie wpłynąć na nie dla swojej korzyści. Dlatego znane obecnie praktyki magiczne są bardzo różnorodne – postulują znacząco odmienne zasady funkcjonowania rzeczywistości i metody wpływania na nią. Można jednak zgrupować je w kilka modeli funkcjonowania magii:

### Model duchowy
Jest to prawdopodobnie najstarszy model magii, występujący przede wszystkim w szamanizmie. Zakłada on istnienie Zaświatów zamieszkanych przez istoty duchowe, takie jak: duchy, demony, anioły itp. W zależności od konkretnego systemu magicznego mag albo wchodzi (zwykle jedynie umysłem – dzięki transowi lub ekstazie) do Zaświatów i podróżując przez nie podejmuje działania magiczne, albo też tworzy zamknięty obszar (np. krąg), w którym inwokuje świat duchowy lub jego mieszkańców. W tym drugim przypadku duch albo wykonuje powierzone zadania oddziałując na świat materialny z Zaświatów, albo też opętuje maga, który dzięki temu zyskuje dodatkowe możliwości działania.
Wszystkie działania magiczne wykonują tak naprawdę istoty duchowe, mag musi je do tego przekonać lub zmusić do posłuszeństwa swej woli. Odbywa się to przez modlitwy, obietnice posług, przyjmowanie na siebie określonych tabu, a nawet zastraszanie zaklęciami czy duchowymi „zwierzchnikami” danej istoty.
Przykładami systemów magicznych, które stosują ten model, są na przykład: szamanizm, teurgia i goetia. Z adwokatów tego modelu wymienić można np. Salomona, Johna Dee, a z bardziej współczesnych – Aleistera Crowleya.

Pięć elementów (żywiołów) wpisanych w pentagram

### Model energetyczny
Model ten jest prawdopodobnie niewiele nowszy niż model duchowy. Zakłada on, że świat widzialny przeniknięty jest wszechobecną energią życiową, nazywaną różnie w różnych kulturach: prana, qi, ki, mana, vril, a w Europie: vis vitalis, fluid magnetyczny itd. Procesy zachodzące w świecie widzialnym są według tego modelu efektem działania owych energii subtelnych, zaś działania magiczne polegają na takim manipulowaniu obiegiem energii, by wytworzyć pożądany efekt w makroskali. Podobnie jak w poprzednim modelu, również tutaj znajduje zastosowanie magiczny trans wyciszający część umysłu posługującą się logiką, tak by mag postrzegał i działał wyłącznie intuicyjnie.
Model ten jest wykorzystywany przede wszystkim przez wschodnie systemy magiczne i okultystyczne: Hunę, większość odmian jogi, tradycyjną chińską medycynę i Feng shui, Reiki, a także sztuki walki, przede wszystkim Taijiquan i Qigong. W tradycji Zachodu model ten pojawia się po raz pierwszy u Mesmera w jego koncepcji magnetyzmu zwierzęcego, a następnie w teozofii Bławatskiej. Na szeroką skalę został spopularyzowany przez ruch New Age.

### Model psychologiczny

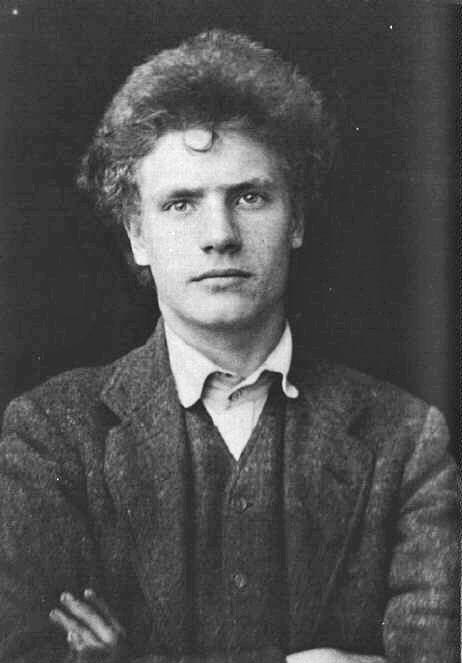
Austin Osman Spare

Model ten w zasadzie nie wyjaśnia, jak działa magia, a jedynie utrzymuje, że za działania magiczne jest odpowiedzialna podświadomość i może ona być programowana w celu osiągnięcia pożądanych zmian. Programowanie to następuje przez użycie symboli i autosugestię w stanie umysłu, który buddyści nazywają samadhi, a chaoci – gnozą.
Mag bazujący na tym modelu nie potrzebuje w praktyce magicznej istot duchowych czy energii subtelnych – wystarcza mu programowanie w psychice stanów mentalnych. W praktyce jednak często zdarza się, że magowie posługujący się tym modelem magii przyjmują istnienie duchów lub energii, co miałoby im pozwalać np. ładować sigile energią w celu wzmocnienia bądź przyspieszenia ich działania.
Najbardziej znanym magiem, który stosował magię tego modelu był Austin Osman Spare, którego magia sigili jest w zasadzie odwróceniem teorii kompleksów Freuda. Polega ona na tym, że mag skupia swoją intencję na sigilu, czyli stworzonym przez niego symbolu graficznym lub dźwiękowym, a następnie zapomina o nim (czyli usuwa ze świadomości). Sigil zostaje jednak w podświadomości, gdzie tworzy jakby sztuczny kompleks, który zaczyna wpływać na poczynania maga w sposób podobny jak zwykłe zepchnięte w podświadomość lęki.
Psychologiczny model magii stał się popularny najpierw w świecie anglojęzycznym, by w latach 70. zeszłego stulecia stać się dominującym paradygmatem magicznym w zachodnim kręgu kulturowym. Jego wyznawcami byli między innymi: Israel Regardie, Dion Fortune i Peter Carroll.

### Model informacyjny
Jest to najnowszy model magii, datujący się na schyłek lat 80. zeszłego stulecia. Bazuje na założeniu, że istnieje kosmiczna energia, którą można kształtować za pomocą informacji, oraz że informacja jest odrębna od masy i energii, ale może się z nimi wiązać. 
Magowie stosujący model informacyjny (nazywani czasem „cybermagami”) w swej praktyce nie posługują się magicznym transem, co odróżnia ich od pozostałych magów. Raczej w normalnym stanie umysłu posługują się centrami magazynowania i przetwarzania informacji (mózg i czakry wzdłuż kręgosłupa). Wierzą, że z ich pomocą nadają kierunek przepływowi informacji, która w pożądany sposób kształtuje kosmiczną energię. W odróżnieniu od innych systemów magii, tutaj informacja nie zużywa się, lecz jest kopiowana między systemami energetycznymi.
Tak więc mimo nowoczesnego wizerunku wydaje się, że model ten jest pochodną modelu energetycznego. Cybermag oprócz praktycznej wiedzy na temat programowania i administrowania systemami informatycznymi powinien być też biegły w medytacji i jakiejś technice rozwijającej system energetyczny, na przykład w Jodze.
Wiara ta jest szczególnie powszechna wśród Iluminatów Thanaterosa.

## Podejście naukowe
Współczesna antropologia rozpatruje magię w kategoriach myślenia mitycznego, a także w związku z zakorzenionym w danej kulturze postrzeganiem przyczynowości zachodzących zjawisk.
Bronisław Malinowski interpretował magię w zgodzie z paradygmatem antropologii funkcjonalnej:
Magię spotykamy wszędzie tam, gdzie przypadek czy wypadek oraz emocjonalne zderzenie się nadziei i strachu rozwijają się na szeroką skalę. Magia nie występuje natomiast tam, gdzie przedsięwzięcie jest pewne, niezawodne i w pełni podlega kontroli racjonalnych metod i procesów technologicznych. Dalej, magię znajdujemy tam, gdzie w grę wchodzi niebezpieczeństwo. Nie znajdujemy jej natomiast, gdy poczucie absolutnego bezpieczeństwa całkowicie eliminuje złe przeczucia. Tu grają rolę czynniki psychiczne. Magia jednak pełni też inną, bardzo ważną funkcję społeczną. Jak starałem się wykazać w innym miejscu, magia jest aktywnym czynnikiem organizacji pracy i jej systematycznego przebiegu. Jest też zasadniczą siłą, która reguluje przebieg gry. W związku z tym kulturowa funkcja magii polega na wypełnianiu luk i uzupełnianiu tych bardzo ważnych działań człowieka, które nie zostały jeszcze przez niego w pełni opanowane
Arnold van Gennep uważał, że zjawiska magii i religii należy traktować jako jedno, gdyż w praktyce występują one razem.
W odróżnieniu od podejścia naukowego, w popularnym odczuciu części współczesnego społeczeństwa magia utożsamiana jest z zabobonem lub folklorem, a działania magiczne postrzegane są jako nieskuteczne lub wręcz oszukańcze. Mimo tak negatywnych konotacji, magia zakorzeniła się jednak w kulturze popularnej jako stały element w literaturze fantasy, bajkach dla dzieci oraz kampaniach marketingowych.

## Magia a religia

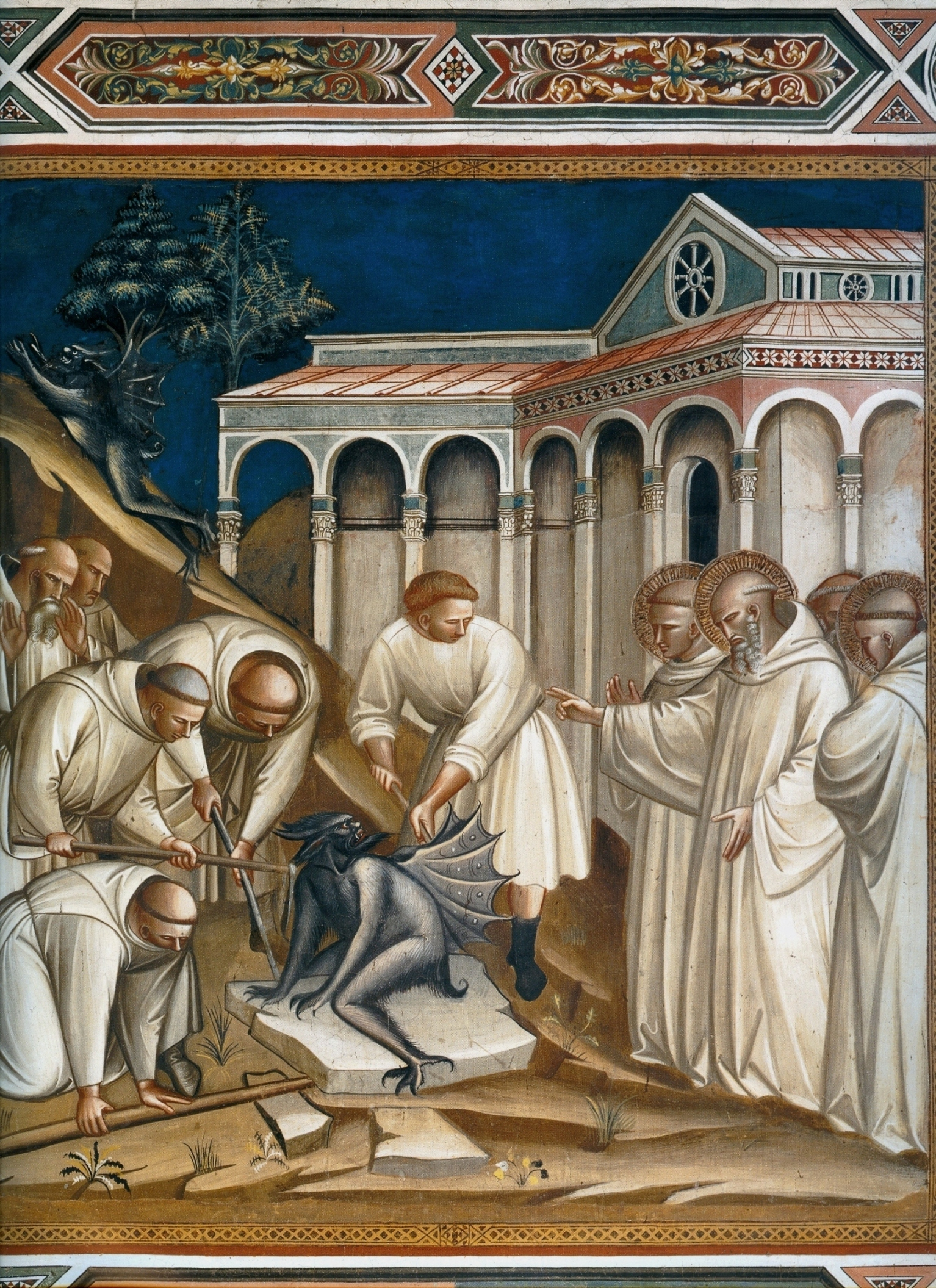
Spinello Aretino, Egzorcyzm św. Benedykta

W obu tych formach ludzkiej aktywności jaką stanowi magia i religia, występuje wiara w istnienie świata pozazmysłowego, a więc nie weryfikowalnego drogą doświadczalną. W magii, podobnie jak w religii, może dojść do personifikacji sił nadprzyrodzonych (np. dżinny, demony itp.), niektórzy badacze uważają egzorcyzm za odmianę magii. Zgodnie z nauką większości kościołów, istnieje jednak zasadnicza różnica w kontaktach z tymi siłami pozwalająca odróżnić religię od magii: w magii nie dochodzi do złożonego kontaktu psychicznego między sprawującym obrzęd a duchem, do którego się on zwraca (niepowodzenie obrzędu zostanie przypisane brakom umiejętności maga, nie zaś, jak w religii, np. kaprysowi bóstwa). Istotną różnicą jest także to, że osoba kierująca się myśleniem magicznym, np. szaman, zakłada, że dzięki praktykom magicznym ma wpływ na bieg zdarzeń otaczającego ją świata, a jeżeli napotyka trudności, zakłada, że spotkał się z silniejszą magią, natomiast kierująca się myśleniem religijnym (kapłan) zakłada, że nie jest w stanie wywierać wpływu na istoty duchowe, lecz może je jedynie przebłagać poprzez np. modlitwę. Myślenie opierające się na magii zakłada więc siłę sprawczą człowieka, natomiast myślenie religijne zakłada, że bieg zdarzeń w świecie jest zależny od istot wyższych, bogów.
Istotną różnicą między magią a religią jest aspekt soteriologiczny, czyli istotą religii jest zogniskowanie wokół idei życia pozagrobowego. Ważnym wyróżnikiem religii jest więc zainteresowanie losami duszy po śmierci. Z magią natomiast mamy do czynienia także kiedy mowa o kontaktach ze sferą transcendencji, jednakże jest bardziej pragmatyczna niż religia. Według Malinowskiego magia istnieje dla osiągnięcia złożonych celów – w umysłach ludności społeczeństw pierwotnych istnieje od zawsze.
Wiara w magię jest rozpowszechniona w większości systemów wierzeń etnicznych – plemiennych społeczności Afryki i Oceanii, rdzennych Amerykanów oraz rodzimych wierzeń średniowiecznej Europy i części jej współczesnych kontynuatorów – wierzeń rodzimych. Do XVIII wieku w Europie była karana śmiercią (zazwyczaj spaleniem na stosie).
Według przedstawicieli niektórych wyznań (szczególnie monoteistycznych – jak np. chrześcijaństwo, islam i judaizm) jakiekolwiek stosowanie magii jest zakazane.

### Magia według Biblii
Biblia sprzeciwia się praktykom magicznym:
- Księga Wyjścia 22:17: Nie pozwolisz żyć czarownicy.
- Księga Powtórzonego Prawa 18:10-12: Niech nie znajdzie się u ciebie taki, który przeprowadza swego syna czy swoją córkę przez ogień, ani wróżbita, ani wieszczbiarz, ani guślarz, ani czarodziej, ani zaklinacz, ani wywoływacz duchów, ani znachor, ani wzywający zmarłych; gdyż obrzydliwością dla Pana jest każdy, kto to czyni, i z powodu tych obrzydliwości Pan, Bóg twój, wypędza ich przed tobą.
- Księga Kapłańska 19:31: Nie będziecie się zwracać do wywoływaczy duchów ani do wróżbitów. Nie wypytujcie ich, bo staniecie się przez nich nieczystymi; Ja, Pan, jestem Bogiem waszym.
- Księga Kapłańska 20:6: Kto zaś zwróci się do wywoływaczy duchów i do wróżbitów, by naśladować ich w cudzołóstwie, to zwrócę swoje oblicze przeciwko takiemu i wytracę go spośród jego ludu.
- Dzieje Apostolskie 8:9-20: A był w mieście od jakiegoś czasu pewien mąż, imieniem Szymon, który zajmował się czarnoksięstwem i wprawiał lud Samarii w zachwyt, podając się za kogoś wielkiego. A wszyscy, mali i wielcy, liczyli się z nim, mówiąc: Ten człowiek to moc Boża, która się nazywa Wielka. Liczyli się zaś z nim dlatego, że od dłuższego czasu wprawiał ich w zachwyt magicznymi sztukami. Kiedy jednak uwierzyli Filipowi, który zwiastował dobrą nowinę o Królestwie Bożym i o imieniu Jezusa Chrystusa, dawali się ochrzcić, zarówno mężczyźni, jak i niewiasty. Nawet i sam Szymon uwierzył, gdy zaś został ochrzczony, trzymał się Filipa, a widząc znaki i cuda wielkie, jakie się działy, był pełen zachwytu. A gdy apostołowie w Jerozolimie usłyszeli, że Samaria przyjęła Słowo Boże, wysłali do nich Piotra i Jana, którzy przybywszy tam, modlili się za nimi, aby otrzymali Ducha Świętego. Na nikogo bowiem z nich nie był jeszcze zstąpił, bo byli tylko ochrzczeni w imię Pana Jezusa. Wtedy wkładali na nich ręce, a oni otrzymywali Ducha Świętego. A gdy Szymon spostrzegł, że Duch bywa udzielany przez wkładanie rąk apostołów, przyniósł im pieniądze i powiedział: Dajcie i mnie tę moc, aby ten, na kogo ręce włożę, otrzymał Ducha Świętego. A Piotr rzekł do niego: Niech zginą wraz z tobą pieniądze twoje, żeś mniemał, iż za pieniądze można nabyć dar Boży.
- Dzieje Apostolskie 16:16-20: A gdyśmy szli na modlitwę, zdarzyło się, że spotkała nas pewna dziewczyna, która miała ducha wieszczego, a która przez swoje wróżby przynosiła wielki zysk panom swoim. Ta, idąc za Pawłem i za nami, wołała mówiąc: Ci ludzie są sługami Boga Najwyższego i zwiastują Wam drogę zbawienia. A to czyniła przez wiele dni. Wreszcie Paweł znękany, zwrócił się do ducha i rzekł: Rozkazuję Ci w imieniu Jezusa Chrystusa, żebyś z niej wyszedł. I w tej chwili wyszedł.
- Dzieje Apostolskie 19:19: A niemało z tych, którzy się oddawali czarnoksięstwu, znosiło księgi i paliło je wobec wszystkich; i zliczyli ich wartość i ustalili, że wynosiła pięćdziesiąt tysięcy srebrnych drachm.

W przekonaniu biblistów praktyki magiczne wywodzą się z interakcji między wolą człowieka a strefą duchową tożsamą – wedle części interpretacji przekazów Biblijnych – ze sferą demoniczną (przed którą uchronić mogą np. praktyki egzorcystów). Cechą charakterystyczną tych interakcji jest wówczas interesowność sił ze strony demonicznej, przez co każda forma praktyk magicznych (w mniejszym lub większym stopniu) ostatecznie wpływa destrukcyjnie na osobową strukturę bytową człowieka. Według zwolenników tej koncepcji, skutki (pod postacią zniewolenia demonicznego, opętania, choroby fizycznej, jak i psychicznej, depresji lub myśli samobójczych) wynikłe ze stosowania tak rozumianych praktyk magicznych pojawiać się mogą w trakcie ich stosowania, jak i po tym czasie – gdy osoba (czarownik) zaprzestała już swoich praktyk.

### Religie wobec magii

#### Chrześcijaństwo

##### Kościół Katolicki
Stanowisko Kościoła katolickiego względem magii precyzuje Katechizm Kościoła Katolickiego: 

Wszystkie praktyki magii lub czarów, przez które dąży się do pozyskania tajemnych sił, by posługiwać się nimi i osiągać nadnaturalną władzę nad bliźnim – nawet w celu zapewnienia mu zdrowia – są w poważnej sprzeczności z cnotą religijności. Praktyki te należy potępić tym bardziej wtedy, gdy towarzyszy im intencja zaszkodzenia drugiemu człowiekowi lub uciekanie się do interwencji demonów. Jest również naganne noszenie amuletów. Spirytyzm często pociąga za sobą praktyki wróżbiarskie lub magiczne. Dlatego Kościół upomina wiernych, by wystrzegali się ich. Uciekanie się do tak zwanych tradycyjnych praktyk medycznych nie usprawiedliwia ani wzywania złych mocy, ani wykorzystywania łatwowierności drugiego człowieka.

##### Świadkowie Jehowy
Świadków Jehowy obowiązuje zakaz praktykowania jakichkolwiek form okultyzmu, wróżbiarstwa, spirytyzmu czy magii (Pwt 18:9-13; 1 Kor 10:21, 22; Gal 5:20, 21).

#### Islam
Także w islamie praktykowanie magii i wróżbiarstwa jest surowo zakazane (Koran 5:3, 5:90-91). W krajach, gdzie rządzi radykalny islam, za praktykowanie magii grozi ścięcie mieczem.

## Magia według praktyków

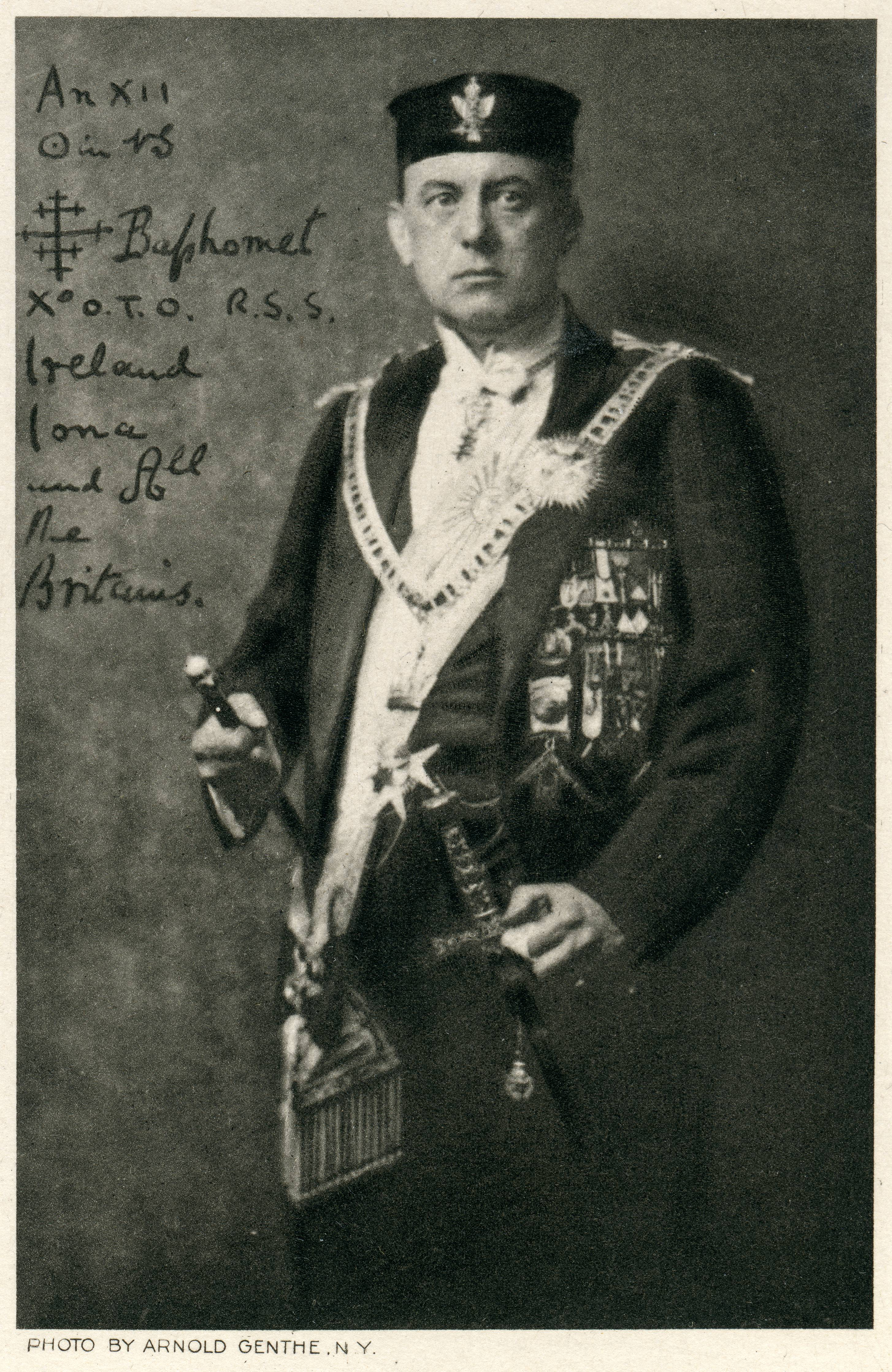
Aleister Crowley

Na świecie istnieje wiele organizacji, jak i indywidualnych osób wierzących w realną możliwość stosowania magii. Mag i okultysta, Aleister Crowley, nazwał ją „magiją” (magick) i pisał o niej w jednym ze swoich dzieł tak: MAGIJA jest nauką powodowania zmiany zgodnie ze swoją Wolą. (Objaśnienie: Jest moją Wolą poinformowanie świata o pewnych faktach dotyczących mojej wiedzy. Korzystam w tym celu z „magicznych broni”, pióra, tuszu, i papieru. Piszę „inkantacje” – te zdania – w języku magicznym, tj. w takim, który jest zrozumiały dla ludzi, których chcę poinstruować. Wzywam następnie „duchy”, a więc drukarzy, wydawców, księgarzy i im podobnych, których zmuszam do przekazania mojego przekazu tym ludziom. Układ książki i jej dystrybucja jest zatem aktem MAGIJI, dzięki któremu powoduję zajście zmian zgodnie z moją Wolą).
Praktycy magii zakładają, że każde działanie odnoszące się do jakiejś konkretnej sfery bytu powinno dać efekt w postaci wywarcia wpływu na byty zależne od tego działania, pomimo pozornego braku związku przyczynowo-skutkowego między tym działaniem a jego spodziewanym efektem. Według tego typu myślenia każde podobne, analogiczne działanie powinno spowodować analogiczne skutki. Tak definiowana magia określona została przez Jamesa Frazera jako magia sympatyczna, w obrębie której wyróżniał też dwa sposoby praktykowania magii: magię homeopatyczną i magię przenośną.
W języku angielskim na określenie prawdziwej magii, a nie iluzjonistycznych sztuczek, Aleister Crowley wprowadził określenie „Magick” (dodał literę „k” do słowa „Magic”). W języku polskim zaś wciąż najpopularniejsze jest to pierwsze określenie („magia”) na określenie obydwu pojęć, tym niemniej jednak tłumaczenia na język polski używają równie często określenia „magija” bądź „magyia” (również wprowadzonego dla rozróżnienia).

## Magia na co dzień
Osoby wierzące w magię uznają, iż w każdym etapie naszego życia mamy z nią do czynienia, niejednokrotnie nie zdając sobie z tego sprawy. Widocznym elementem jest, według nich, potęga myśli. Choć niektóre aspekty tego zagadnienia zostały częściowo udowodnione przez psychologów, nadal wiele pozostaje uznawanych za typową magię przez ogół społeczeństwa. Magowie (choć nie ze wszystkich kręgów) uznają za prawdę fakt, że jeśli poświęcamy czemuś dużo uwagi, ma to większe szanse spełnienia, obojętnie czy to będzie obawa przed czymś, czy też pragnienie osiągnięcia czegoś. W podobny sposób działają przekonania, określające nasze doświadczanie. To znaczy, że jeśli nauczono nas, wpojono nam, bądź my sami uznaliśmy za prawdę fakt, że dany autobus często się spóźnia, to najprawdopodobniej jeśli następnym razem pójdziemy na przystanek, autobus także spóźni się. Ten pogląd jest m.in. często używany przez ezoteryków do osiągnięcia zdolności paranormalnych poprzez zmianę wpajanego im od dzieciństwa np. przez rodziców poglądu, że nadprzyrodzone zdolności są niemożliwe. Zasada jest podobna do efektu placebo.
Według badań CBOS w 2018 roku 45 procent polskich respondentów czytało horoskopy (głównie kobiety: 55%), 11 procent korzystało z wróżbitów (kobiety trzykrotnie częściej, także popularne wśród rozwodników), a 5% nosiło wtedy talizmany (popularne szczególnie wśród młodszych osób).